# تاريخ شيترال
تاريخ شترال هو كتاب جمعه وأنجزه ميرزا محمد غفران في عام 1921، بأمر من مهتر شجاع الملك [الإنجليزية] (حكم من عام 1895 إلى عام 1936). وقد كتبه باللغة الفارسية بين عامي 1911 و1919، ونشره في عام 1921 في بومباي بالهند. بعد نشر الكتاب أمر مهتر شجاع الملك بحرق جميع نسخ الكتاب.
ظل هذا الكتاب مخفيًا في شترال حتى استعاد ابن المؤلف، غلام مرتضى، نسخة منه واستخدمه مع وزير علي شاه كمرجع لتجميع كتاب نايي تاريخ شترال (1962) .

## نايي تاريخ شيترال
نايي تاريخ شترال هو ترجمة أردية لكتاب تاريخ شترال الأصلي، وإن كانت تحتوي على إضافات كبيرة مبنية على ملاحظات مهتار ناصر المُلك [الإنجليزية] (حكم من عام 1936 إلى عام 1943). يقوم الكتاب بمراجعة وتوسيع السرد الأصلي لتاريخي شترال بشكل كبير استنادًا إلى البحث الإضافي مهتار ناصر المُلك [الإنجليزية].

## طالع أيضًا
- شاهنامه شترال